# Wilhelm Marstrand

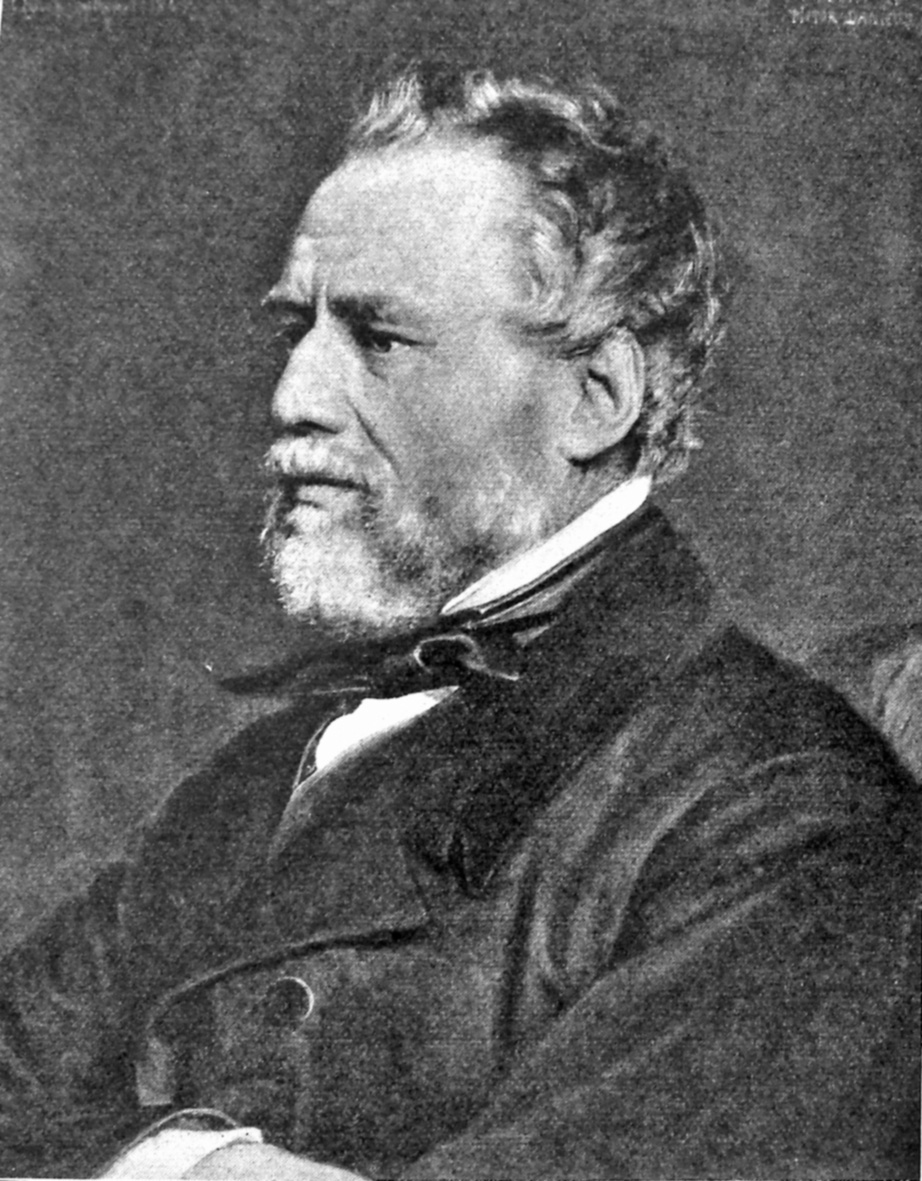
Wilhelm Marstrand.

Wilhelm Nikolaj Marstrand o Nicolai Wilhelm Marstrand (Copenhague, 24 de diciembre de 1810 - Copenhague, 25 de marzo de 1873) fue un pintor danés.
Fue educado en la Real Academia de Bellas Artes de Dinamarca entre 1826 y 1833 bajo la tutela de Christoffer Wilhelm Eckersberg. Fue miembro de la Academia 1843 (medlemsstykke Erasmus Montanus, Kunstakademiet, 1843), nombrado catedrático en 1848 y posteriormente director de la Academia en el período 1853-1857 y luego en el período 1863-1873.
En vida, fue considerado uno de los artistas daneses más destacados de su tiempo. Pintó preferentemente los llamados motivos cotidianos copenhaguenses, y también muchos retratos y grandes trabajos ordenados por la burguesía de la capital danesa.
Estuvo por primera vez en Italia de 1836, lugar en el que vendió muchas pinturas de la vida folclórica más o menos idealizada. Tras su regreso a Dinamarca en 1841, empezó a pintar más pintura histórica. Por ejemplo, un gran número de escenas de Holberg y trabajos ordenados como el adorno de la capilla de Cristián IV en la catedral de Roskilde.
En virtud del entendimiento predominante del arte alrededor de 1900, cuando se escribieron muchas biografías sobre los artistas de la Edad de Oro danesa, Marstrand se hizo especialmente conocido por sus bosquejos y dibujos. En los últimos años, sin embargo, se han reconocido las obras que hicieron famoso a Marstrand en su propia época, es decir, las grandes pinturas literarias y narrativas que dan a Marstrand una posición como uno de los primeros artistas daneses que, como el francés Jean-Baptiste Greuze, traslada la pintura histórica académica a motivos más seculares.